# هیوبرت پری
سِر چارلز هیوبرت هِسیتینگز پَـری، بارون نخست (انگلیسی: Sir Charles Hubert Hastings Parry, 1st Baronet؛ ۲۷ فوریهٔ ۱۸۴۸ – ۷ اکتبر ۱۹۱۸) آهنگساز، مورخ و مدرس موسیقی و استاد دانشگاه اهل انگلستان بود.
او استاد رشتهٔ آهنگسازی و تاریخ موسیقی در کالج سلطنتی موسیقی لندن و دانشگاه آکسفورد بود و در دوران فعالیت حرفه‌ای‌اش، ۵ سمفونی و تعداد زیادی آهنگ ساخت. وی کتاب مشهوری هم دربارهٔ موسیقیِ یوهان سباستیان باخ در سال ۱۹۰۹ میلادی نگاشت.
چارلز ویلی‌یرس استنفورد او را یکی از بهترین آهنگسازان بریتانیایی از زمانِ هنری پرسل می‌دانست. ادوارد الگار از او تأثیر فراوانی پذیرفت و رالف وان ویلیامز، گوستاو هولست، فرانک بریج و جان آیرلند از شاگردان وی بودند.
وی را در کنار چارلز ویلی‌یرس استنفورد و الکساندر مکنزی، یکی از پدران و پایه‌گذاران «رنسانس موسیقی بریتانیا» در قرن نوزدهم میلادی می‌شمارند.
وی در سال ۱۹۱۸ میلادی در اثر ابتلا به آنفلوانزا درگذشت.